# アレッサンドロ・ブルラマキ
アレッサンドロ・ブルラマキ・アパオラサ (Alessandro Burlamaqui Apaolaza , 2002年2月18日 - )は、ペルー・リマ出身のプロサッカー選手。CFインテルシティ所属。ポジションはMF。

## クラブ経歴
2002年にブラジル人の父とペルー人の母との間にリマで生まれ、1歳の時に家族と共にスペインに渡り、カタルーニャ州タラゴナに定住。地元のジムナスティック・タラゴナのカンテラに入団した後、カタルーニャ州のユースチームを渡り歩き、2015年にRCDエスパニョールのカンテラに入団。同チームのユースで頭角を表し、2019年にはイギリスの有力メディアザ・ガーディアンが選出する「将来有望な若手選手60人」の一人に選出される。
2021年7月4日、バレンシアCFと3年契約を締結。ラ・リーガ 2021-22シーズン開幕戦のヘタフェCF戦でベンチ入りするも、同シーズンは傘下のバレンシアCF・メスタージャでのプレーが中心となり、下部組織で22試合に出場。
2022年7月20日、CDバダホスへの1年間のローン移籍が決定した。
2023年8月24日、2年契約でCFインテルシティへ完全移籍した。

## 代表歴
ユース世代から、ペルー人の母親の国籍を行使してペルー代表でプレー。2019年には南米U-17選手権に出場した。